# Isaac Sibusiso Papa
Isaac Sibusiso Papa (East London, 6 de octubre de 1987 - ibídem, 2 de febrero de 2014) fue un jugador de fútbol sudafricano que jugaba en la demarcación de centrocampista.

## Biografía
Isaac Sibusiso Papa debutó como futbolista en 2004 a los 17 años de edad con el Mpumalanga Black Aces FC, club que militaba en la Premier Soccer League. Jugó en el club durante dos años, hasta que en 2006 fichó por el Witbank Spurs FC, club que había ascendido a la Primera División de Sudáfrica el año anterior. Cuatro años después de su debut, Papa y su equipo quedaron terceros en la clasificación, siendo este el mejor resultado del equipo en la clasificación desde que permanece en liga. Jugó en el club durante los cinco años siguientes. El 2 de febrero de 2014, Papa sufrió un accidente de coche en East London al chocar de frente con otro vehículo. Finalmente falleció minutos después a los 26 años de edad.

## Clubes
| Club                     | País      | Año         |
| ------------------------ | --------- | ----------- |
| Mpumalanga Black Aces FC | Sudáfrica | 2004 - 2006 |
| Witbank Spurs FC         | Sudáfrica | 2006 - 2014 |